# Кузьменко Микола Лаврінович
Мико́ла Лаврі́нович Кузьме́нко (*3 (15) листопада 1862, Томаківка — † 23 березня 1942, Дніпропетровськ) — український письменник.

## Життєпис
Микола Лаврінович Кузьменко народився 1862 у селі Токмаківка на Катеринославщині в родині священика. Вчився в бурсі й Катеринославській духовній семінарії. Працював учителем у селах Катеринославщини, потім на залізниці. З 1895 р. мешкав у Катеринославі.
Писав ліричні поезії, гуморески, байки. У своїх творах використовував теми й мотиви українського фольклору.
Збірка його поезій «Дозвілля. 1888—1898 років» надрукована 1899 р. в Катеринославі. Після Революції 1905 р. друкувався в ілюстрованому літерутурно-історичному часопису «Дніпрові хвилі» та сатиричному часопису «Шершень».
Виступав у міському театрі. Грав у виставі «Запорожець за Дунаєм».
Член Української Центральної Ради, обраний на Всеукраїнському Національному Конгресі 21 (8) квітня 1917 р. Представляв Катеринославську губернію.